# Comisia pentru drepturile omului din Etiopia
Comisia pentru drepturile omului din Etiopia (CDOE, în amharică የኢትዮጵያ ሰብዓዊ መብቶች ኮሚሽን) este o agenție independentă a guvernului etiopian însărcinată cu promovarea drepturilor omului și investigarea abuzurilor asupra drepturilor omului în Etiopia.